# Grundfläche (Geometrie)
Der Begriff Grundfläche bezeichnet eine bestimmte Begrenzungsfläche eines dreidimensionalen Körpers oder (meist beschränkten) Raumes. In zeichnerischen Darstellungen oder bei dreidimensionalen Modellen wird diese Fläche stets als „unten“ betrachtet, also als die Fläche, auf der der Körper „steht“. Daher sind Grundflächen meist eben.
Aufgrund ihrer Symmetrie kann bei den platonischen Körpern jede beliebige Seitenfläche als Grundfläche betrachtet werden.

## Beispiele von Grundflächen in der Geometrie
- Die Grundfläche eines Quaders ist ein Rechteck.
- Die Grundfläche einer Pyramide ist ein Polygon.
- Die Grundfläche eines Zylinders ist ein Kreis oder eine Ellipse.
- Die Grundfläche eines Kreiskegels ist ein Kreis.